# Thomas Clark Street
Pour les articles homonymes, voir Thomas Street et Street (homonymie).
Thomas Clark Street (1814-6 septembre 1872) est un homme politique canadien de l'Ontario. Il est député fédéral conservateur de la circonscription ontarienne de Welland de 1867 jusqu'à son décès en fonction en 1872.

## Biographie
Né à Chippawa (en) dans le Haut-Canada, Street étudie le droit avec Christopher Alexander Hagerman (en) et William Henry Draper. Nommé au barreau en 1838, il reprend les intérêts commerciaux à la suite du décès de son père. Élu représentant de Welland à l'Assemblée législative de la province du Canada en 1851, il est défait en 1854 et 1857, mais redevient député à la suite de l'élection de 1861 et de 1863. Il occupe le poste de lieutenant-colonel dans la milice locale.
Président de la compagnie du pont suspendu des chutes du Niagara et de la Gore Bank, il occupe aussi la fonction de directeur de la Canadian Bank of Commerce (en) et de la Bank of Upper Canada (en).
Il meurt à Chippawa en 1872, quelque temps après avoir été réélu député fédéral.